# Домінік Містеріо
Домінік Оскар Гутьєррес (ісп. і англ. Dominik Óscar Gutiérrez нар. 5 квітня 1997) — американський професійний реслер. На даний момент на контракті в WWE, де він виступає на бренді Raw під псевдонімом Домінік Містеріо (англ. Dominik Mysterio) і є членом угрупування The Judgment Day, а також чинним Інтерконтинентальним чемпіоном WWE. Раніше він з'являвся на бренді розвитку WWE, NXT, де він був дворазовим чемпіоном Північної Америки NXT.
Гутьєррес є професійним реслером у третьому поколінні після свого батька Рея Містеріо та двоюрідного дядька Рея Містеріо старшого . Більшу частину свого життя його оточує реслінг, завдяки тому, що в дитинстві відвідував шоу WWE, щоб побачити свого батька. Він брав свою першу безпосередню участь, коли йому було 8 років у 2005 році, це була сюжетна лінія, в якій його батько боровся з Едді Герреро за законну опіку над ним. Потім, у 2017 році, він почав тренуватися, а пізніше з'являтися зі своїм батьком на телебаченні на шоу WWE в 2019 році. Наступного року він розпочав протистояння з Сетом Роллінзом, кульмінацією якої став його дебютний матч того року на SummerSlam, який програв. Потім він разом зі своїм батьком створив команду, в якій вони виграли командне чемпіонство SmackDown, ставши першою командою батька та сина, яка виграла командне чемпіонство у WWE. Пізніше, він зрадив свого батька у 2022 році, щоб приєднатися до лиходійського угрупування Судний день, і бився зі своїм батьком у матчі на WrestleMania 39, який програв.

## Раннє життя
Домінік Гутьєррес народився 5 квітня 1997 року. Маючи Мексиканське-американське походження, він є сином Енджі та Оскара Гутьєрреса, більш відомого як Рей Містеріо. У нього є молодша сестра Аалія Гутьєррес.

## Кар'єра у професійному реслінгу

### World Wrestling Entertainment / WWE (2003–дотепер)

#### Ранні появи (2003, 2005, 2006, 2010)
До того, як він став професійним реслером, Гутьєррес кілька разів відвідував заходи WWE, щоб побачити свого батька. Він був серед глядачів 5 червня 2003 року на випуску SmackDown! в Анахаймі, Каліфорнія, де його батько виграв титул чемпіона WWE у напівважкій вазі у Метта Харді. Він святкував зі своїм батьком перемогу на рингу після того, як SmackDown! вийшов з ефіру. Його перша сюжетна лінія була влітку 2005 року як частина сюжетної лінії між його батьком та Едді Герреро, у якій двоє суперників боролися за опіку над ним. Під час сюжетної лінії, Герреро заявив, що він є біологічним батьком Домініка. 21 серпня, Містеріо переміг Герреро у матчі з драбинами за опіку над Домініком на SummerSlam. У 2006 році він з'явився ще двічі: перший раз на WrestleMania 22, коли Енджі та Алія спостерігали, як його батько вперше виграє Чемпіонство світу у важкій вазі, а другий — на випуску SmackDown від 15 вересня, де він спостерігав за лаштунками, як його батько бився з Містером Кеннеді . Він знову з'явився на випуску SmackDown 12 березня 2010 року, цього разу під час протистояння між Реєм Містеріо та Straight Edge Society (CM Punk, Люк Галлоуз і Серена).

#### The Mysterios (2019—2022)

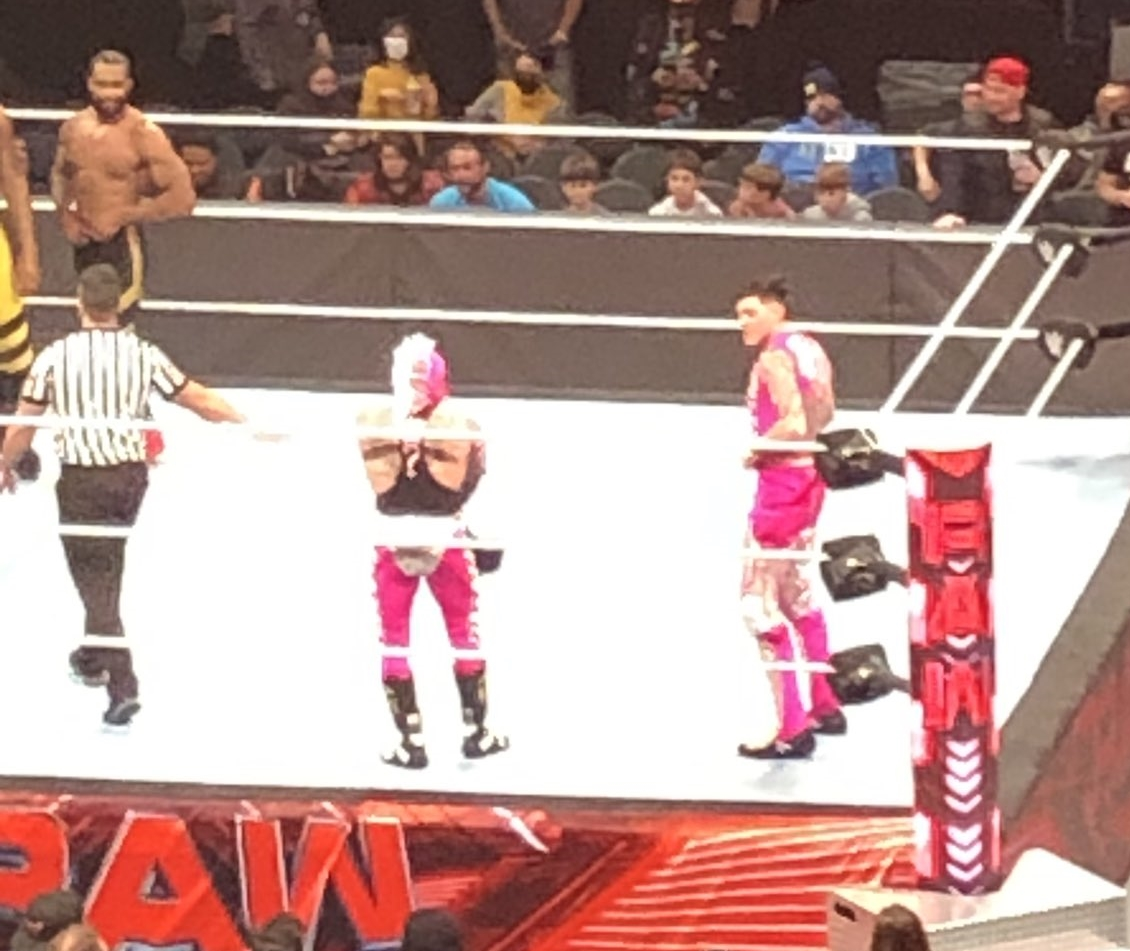
Mysterios під час командного матчу проти The Street Profits у грудні 2021 року

У 2018, Гутьєррес почав тренуватися з Джеєм Літалом і його батьком, щоб стати професійним реслером. 19 березня 2019 року на випуску SmackDown Live Домінік з'явився на шоу зі своїм батьком Реєм Містеріо, який оголосив, що 7 квітня він зустрінеться з Самоа Джо за Чемпіонство Сполучених Штатів на Реслманії 35. Він знову з'являвся на Raw з квітня по червень, під час ворожнечі між Містеріо та Джо. Протягом наступних місяців він брав участь у сюжетних лініях та матчах свого батька, зокрема втручався в матч Рея за титул чемпіона WWE проти Брока Леснара на Survivor Series 24 листопада.
У травні 2020 року, Рей і Домінік протистояли Сету Роллінз і Мерфі, що призвело до першого матчу Домініка на SummerSlam, 23 серпня, де він програв Роллінзу у матчі за правилами Вулична Бійка. На Payback, 30 серпня, Домінік і Рей перемогли Роллінза і Мерфі, здобувши свою першу перемогу в WWE. Наступного випуску Raw, Домінік програв Роллінзу у кваліфікаційному матчі потрійної загрози за звання чемпіона WWE на Clash of Champions.
У рамках драфту 2020 року в жовтні, Містеріо був задрафтований до бренду SmackDown. На Survivor Series 22 листопада, Домінік не зміг виграти міжбрендовий батл-роял матч. На Королівській битві, 31 січня 2021 року він взяв участь у своєму першому матчі Королівської Битви під № 21, усунувши Короля Корбіна, але був усунений Боббі Лешлі. Потім, Домінік почав змагатися у команді з Реєм, і на випуску SmackDown перед Реслманією 37, 9 квітня, вони зіткнулися з The Street Profits, Отісом і Чедом Ґейблом, а також чемпіонами Дольфом Зігглером і Робертом Рудом за командне чемпіонство SmackDown, не вигравши титулу, а чемпіони. зберегли їх. На WrestleMania Backlash, 16 травня, вони виграли титули у Зігглера та Руда, ознаменувавши перше чемпіонство Домініка у WWE і зробивши його та Рея першими батьком і сином командними чемпіонами в історії WWE. На Money in Bank, 18 липня, Містеріос поступилися титулами Усо, закінчивши свій рейн у 63 дні. Матч-реванш за титули був призначений на SummerSlam, 21 серпня, який Містеріос не змогли виграти.
У рамках драфту 2021 року, Рей і Домінік були задрафтовані до бренду Raw. 25 жовтня, на випуску Raw, Містеріо програв Остіну Теорі. Наступного тижня на випуску Raw від 1 листопада його батько Рей програв Теорі через дискваліфікацію, після того, як він вдарив Теорі по обличчю, перш ніж рефері Род Сапата помітив це і дав гонг. На Royal Rumble, 29 січня 2022 року, Домінік увійшов під № 14, але був швидко усунений Хеппі Корбіном. 21 лютого на випуску Raw, Міз викликав The Mysterios на командний матч на Реслманію 38 у команді з зіркою соціальних мереж Логаном Полом, який вони прийняли. У першу ніч події, 2 квітня, Домінік і Рей програли Мізу і Полу. 27 червня на випуску Raw Містеріос змагалися у кваліфікаційному батл-роялі на Money in the Bank, яку виграв Ріддл.

#### Судний день (2022–дотепер)

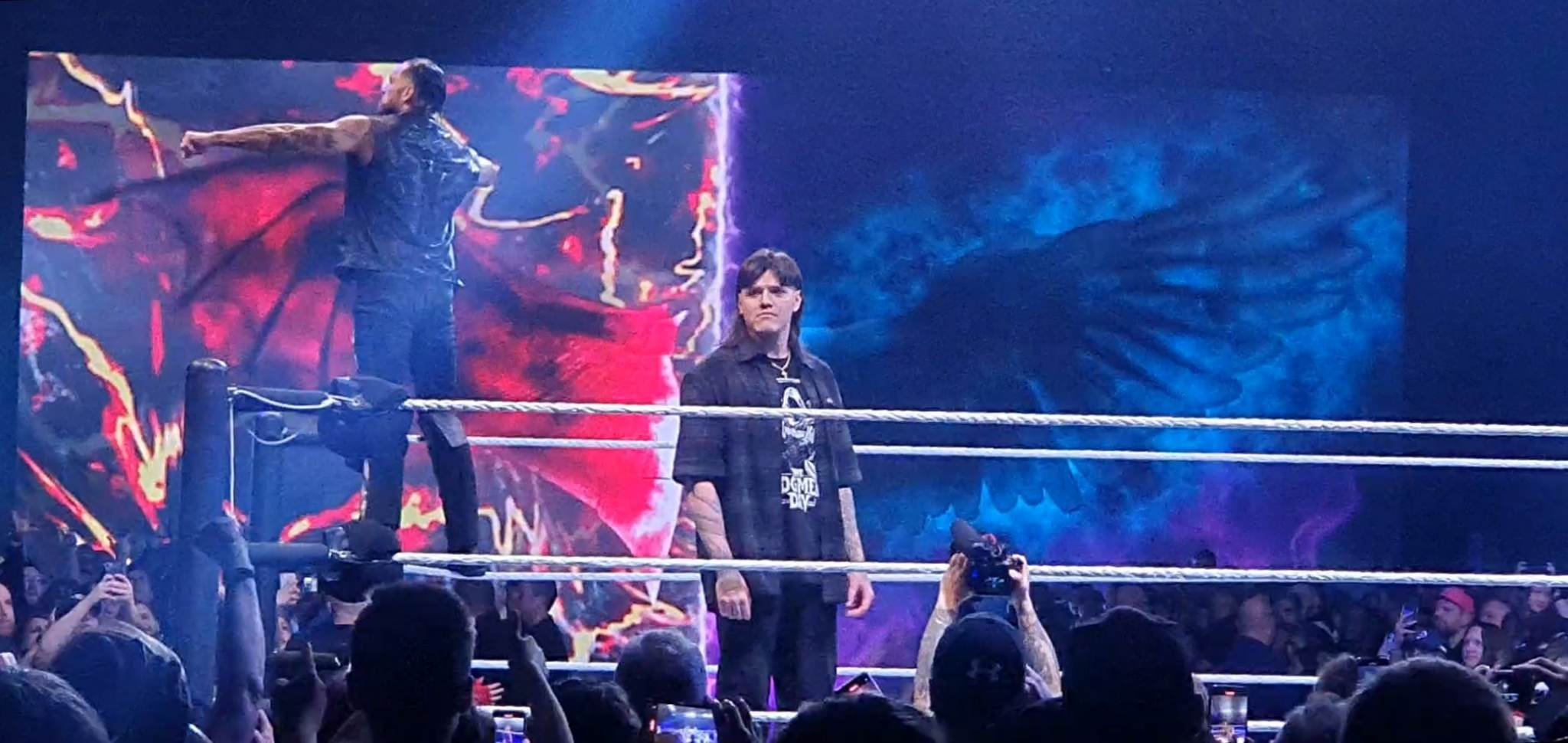
Містеріо приєднався до Судного Дню у вересні 2022 року.

Влітку 2022 року Містеріос почали протистояння з угрупуванням Судний День (Фінн Балор, Деміан Пріст і Рія Ріплі) через їхні спроби завербувати Домініка до угрупування та змусити зрадити свого батька. На SummerSlam, 30 липня, Містеріос перемогли Балора та Пріста після втручання Еджа, колишнього лідера Судного дня, який повернувся. Після поразки у матчі за Беззаперечне командне чемпіонство WWE наступного випуску Raw, Судний день напав на Домініка та Рея. Едж вийшов, щоб врятувати їх, але Едж випадково провів гарпун Домініку. Наступного тижня Домінік зіткнувся з Еджем і штовхнув його. Пізніше тієї ночі, під час матчу між Реєм і Балором, з'явилася Ріплі та поклала на землю закривавленого Домініка з синцями, відволікаючи Рея достатньо довго, щоб Балор виграв матч. Домінік супроводжував Рея та Еджа під час їхнього матчу проти Балора та Пріста на Clash at the Castle, 3 вересня, який Едж та Рей виграли. Після матчу Домінік ударив Еджа поміж ніг і провів слоузлайн Рею, вперше в кар'єрі ставши хілом. Наступного випуску Raw, Домінік офіційно приєднався до Судного Дню, допомігши угрупуванню атакувати Еджа та Рея.
Як учасник Судного Дня, Домінік взяв образ, який повторює «Latino Heat» Едді Герреро, в той час як Ріплі називає себе «Мамі» Домініка. Наступні місяці Домінік протистояв своєму батьку, який відмовився боротися з ним. У сегменті, де Домінік і Ріплі напали на сім'ю Містеріо на День Подяки, його персонаж змінився після того, як його заарештувала поліція. Крім того, Домінік додав до свого образу те, що він високомірний юнак що прикидається небезпечним колишнім засудженим, який «відсидів у в'язниці з найнебезпечнішими людьми у світі», насправді провівши у відділку поліції лише одну ніч.
Протистояння з його батьком продовжилося на Королівській Битві 28 січня 2023 року, куди Домінік увійшов у масці свого батька. Домінік і Балор усунули Джонні Гаргано перед тим, як їх викинув майбутній переможець Коді Роудс. Коли Ріплі виграла жіночу Королівську Битву і вирішила змагатися за жіноче чемпіонство SmackDown, Судний день почав з'являтися на SmackDown, тому Домінік знову почав діставати Рея. 13 березня на випуску Raw, Домінік викликав Рея на поєдинок на Реслманії 39, але Рей відмовився, сказавши, що ніколи не битиметься з власним сином. 24 березня на випуску SmackDown, Рей напав на Домініка після того, як той проявив неповагу до своїх матері та сестри, прийнявши виклик Домініка. Першого вечора Реслманії 39 1 квітня, Рей переміг Домініка після втручання нещодавно реформованого Latino World Order та Bad Bunny.
У липні він почав виступати як «Брудний» Домінік Містеріо. 17 липня на випуску Raw, Домінік і Пріст не змогли виграти беззаперечние командне чемпіонство WWE у Кевіна Оуенса та Семі Зейна. Наступного вечора на NXT, Домінік виграв свій перший одиночний титул, перемігши Веса Лі за Чемпіонство Північної Америки NXT, після втручання Балора, Пріста та Ріплі, поклавши край рекордному 269-денному рейну Лі. Наступного випуску SmackDown, Домінік переміг Буча з The Brawling Brutes, зберігши титул. У процесі Домінік став першою людиною в історії WWE, яка брала участь у головних подіях Raw, NXT і SmackDown того самого тижня. Наступного випуску Raw, Домінік успішно захистив титул проти Семі Зейна. На NXT The Great American Bash 30 липня, Домінік успішно захистив титул проти Лі та Мустафи Алі в матчі потрійної загрози. На випуску NXT 8 серпня, Домінік зберіг титул проти Драгона Лі.
На Payback 2 вересня, Домінік допоміг Балору і Прісту завоювати Беззаперечне командне чемпіонство WWE у Кевіна Оуенса та Семі Зейна, а також допоміг Ріплі зберегти титул чемпіонки світу серед жінок проти Ракель Родрігез. 25 вересня на випуску Raw, Домінік переміг Драгона Лі, зберігши свій титул. На NXT No Mercy, 30 вересня, Домінік програв титул Тріку Вільямсу, закінчивши свій перший рейн у 74 дніі, але повернув титул через 3 дні на NXT, ставши третім реслером, після Джонні Гаргано та Кармело Хейзом, який виграв цей титул більше одного разу. Наступного випуску NXT, Домінік не зміг виграти титул чемпіона NXT у Іллі Драгунова, після втручання Вільямса. Другого вечора NXT Halloween Havoc 31 жовтня, Домінік успішно захистив свій титул проти Натана Фрейзера. На Survivor Series WarGames 25 листопада, Домінік взяв участь у своєму першому матчі WarGames разом із Судним Днем (який тепер включав Джей Ді Макдонну) і Дрю Макінтайром проти Коді Роудса, Джея Усо, Сета «Freakin» Роллінза, Семі Зейна та Ренді Ортона, що повернувся, програвши матч. На NXT Deadline 9 грудня, Домінік програв Чемпіонство Північної Америки NXT Драгону Лі, закінчивши свій другий рейн у 67 днів. 27 січня 2024 року, Домінік взяв участь у чоловічій Королівській Битві під № 9, усунувши Кармело Хейза та Брона Брейкера, перш ніж його вибив CM Punk. Домінік змагався у команді з Сантосом Ескобаром з Legado Del Fantasma проти свого батька Рея, і нового члена Latino World Order Андраде, у програшному матчі після втручання Лейна Джонсона і Джейсона Келсі.
На випуску Raw від 15 квітня, Домінік отримав справжню травму ліктя у матчі проти Андраде, яка мала вибити його на шість-вісім місяців. Протягом цього часу, він почав сюжетну лінію з Лів Морга, випадково допомігши їй здолати Беккі Лінч та виграти Чемпіонство Світу серед жінок на King and Queen of the Ring 25 травня. Наступного випуску Raw, у спробі допомогти Лінч повернути титул, Домінік знову втрутився у матч між нею та Морган. Але Морган знову зберегла титул, а після матчу поцілувала Домініка. Протягом наступних тижнів, Морган фліртувала з Домініком, у спробі завоювати його, втілюючи план забрати все у Рії Ріплі. На випуску від 8 липня, вони змагалися у команді проти Рея і Зеліни Веги. Домінік виграв матчі, утримавши свого батька - вперше у своїй реслінг кар'єрі - і після, майже поцілував Морган, але їх перервала Рія Ріплі, яка щойно повернулася. Домінік зміг повернути довіру Ріплі на випуску Raw від 22 липня, публічно сказавши Морган, що ненавидить її, заставивши її плакати, але лише через 2 тижні на SummerSlam, він допоміг Морган зберегти титул, зрештою зрадивши Ріплі.
Домінік і Морган згодом стали парою на екрані. Вони зустрілися з Ріплі і Прістом у програшному змішаному командному матчі на Bash in Berlin. На Bad Blood, Домініка було зачинено в акулячій клітці, яка висіла над рингом під час матчу-реваншу за титул між Морган та Ріплі, де його атакувала Ріплі, після того як Домінік підвис над землею. На Королівській битві 2025, Домінік змагався в однойменному матчі, вийшовши під №26, але був швидко усунений Прістом. У березні 2025 року, йому повернули ім'я Домінік Містеріо. Протягом наступних місяців, він підтримуватиме прагнення Балора виграти Інтерконтинентальне чемпіонство, в той час як напруга між ними зростала. Другого вечора Реслманії 41, Домінік здолав Балора, Пенту і чемпіона Брона Брейккера у матчі фатальної-четвірки, вигравши титул утримавши Балора, тим самим здобув своє перше одиночне чемпіонство в основному ростері.

## Особисте життя
6 березня 2024 року, Містеріо одружився зі своєю давньою дівчиною Марі Джулет.

## Чемпіонства і досягнення
- ESPN
  - Посів п'яте місце серед 30 найкращих професійних борців до 30 років у 2023 році[83]
- New York Post
  - Угрупування року (2023) як частина Судного Дня[84]
- Pro Wrestling Illustrated
  - Новачок року (2020)[85]
  - Угрупування року (2023) як частина Судного Дня
  - Найненависніший рестлер року (2023)
  - Посідає 94 місце серед 500 кращих одиночних реслерів у PWI 500 у 2023 році[86]
- WWE
  - Чемпіонство Північної Америки NXT (2 рази)[87]
  - Командне чемпіонство WWE SmackDown (1 раз) — з Реєм Містеріо[88]
  - Інтерконтинентальне чемпіонство WWE (1 раз, чинний)
  - Slammy Award (2 рази)
    - Угрупування року (2024) — як учасник Судного Дня
    - Лиходій року (2024)